# 27 Pułk Ułanów
27 Pułk Ułanów im. Króla Stefana Batorego (27 puł.) – oddział kawalerii Wojska Polskiego II RP.
Pułk sformowany został w Kaliszu jako 203 ochotniczy pułk ułanów. W sierpniu 1920 prowadził działania opóźniające na kierunku Przasnysz – Ciechanów, a w drugiej połowie miesiąca wziął udział w pościgu za jednostkami sowieckimi. We wrześniu walczył na Wołyniu z oddziałami 1 Armii Konnej Budionnego. W październiku wziął udział w zagonie Korpusu Jazdy na Korosteń.
W okresie międzywojennym stacjonował w Nieświeżu.
Kampanię wrześniową odbył w składzie Nowogródzkiej Brygady Kawalerii.Walczył pod Mińskiem Mazowieckim (13 września), Krasnobrodem (23 września), Hutą Różaniecką i Morańcami (26 września). 27 września, otoczony przez Armię Czerwoną  pod Władypolem,  pułk skapitulował.
Odtworzony w strukturach Armii Krajowej w 1944; rozwiązany w styczniu 1945.

## Powstanie i organizacja pułku
28 lipca 1920 rtm. Adam Zakrzewski otrzymał rozkaz sformowania 203 ochotniczego pułku ułanów. Sztab pułku ze szwadronem łączności stanął we wsi Żelazków. Następnego dnia rtm. Zakrzewski podpisał pierwszy rozkaz pułkowy, w którym między innymi wyznaczył dowódców formujących się szwadronów. Korpus oficerski tworzony był z oficerów wszystkich formacji WP: legionów, ułanów krechowieckich i pułków jazdy. Podoficerowie powołani zostali z poboru, a szeregi ułanów stanowili ochotnicy. Konie w 40% stanowiły własność ochotników, broni w początkowym okresie brakowało, a umundurowanie dostarczył częściowo szwadron zapasowy. Barwy pułkowe pozostały identyczne z barwami 3 pułku ułanów tj. biało-żółte.
1 szwadron formował się w Goliszewie, 2 w Garzewie, 3 w Tykadłowie, 4 w Ilnie, szwadron karabinów maszynowych tworzył się w Zborowie (lub w Modlinie). Szwadrony rozpoczęły niezwłocznie ćwiczenia w celu zapoznania się z szykami bojowymi, spieszaniem oraz zasadami walki konnej i pieszej. 
W dniu 27 lipca 1920 dowództwo pułku objął mjr Zygmunt Podhorski, który 2 sierpnia na Głównym Rynku w Kaliszu dokonał przeglądu pułku i odebrał od jego żołnierzy przysięgę wojskową. Stan pułku w tym dniu wynosił: 27 oficerów, 716 szeregowych i 652 konie. Dwa dni później pułk wyjechał koleją z Kalisza i 6 sierpnia rano wyładował się w Ciechanowie. 7 sierpnia miał być dla pułku pierwszym dniem spotkania z wrogiem. 
Sformowanie jednostki tej wielkości w ciągu trzech dni i jej wymarsz do działań bojowych po siedmiu dniach było na pewno wyjątkowym czynem w dziejach organizacji wojska, ale wymusiła to szybko pogarszająca się sytuacja strategiczna wojsk polskich w rejonie Warszawy.
| Obsada personalna 203 pułku ułanów w 1920 | Obsada personalna 203 pułku ułanów w 1920 |
| Stanowisko                                | Stopień, imię i nazwisko                  |
| ----------------------------------------- | ----------------------------------------- |
| Dowódca pułku                             | rtm. Adam Zakrzewski                      |
| Zastępca dowódcy pułku                    | rtm. Tadeusz Krupski                      |
| Adiutant pułku                            | rtm. Stefan Steinhagen                    |
| Dowódca I dywizjonu                       | rtm. Józef Taube                          |
| Dowódca II dywizjonu                      | por. / rtm. Włodzimierz Lizoń             |
| Lekarz                                    | ppor. Franciszek Maciejewski              |
| Lekarz wet.                               | rtm. lek. wet. Franciszek Radzikowski     |
| Oficer gospodarczy                        | por. Ludwik Kierwiński                    |
| Oficer kasowy                             | urz. wojsk. XI r. Stefan Motykiewicz      |
| Zastępca                                  | pchor. Obuchowicz                         |
| Oficer prowiantowy                        | pchor. From                               |
| Kapelan                                   | ks. Jaroszewicz                           |
| Dowódca 1 szwadronu                       | pchor. Doruchowski                        |
| Dowódca plutonu                           | pchor. Ożarowski                          |
| Dowódca 2 szwadronu                       | por. Wincenty Koziełł-Poklewski           |
| Dowódca plutonu                           | ppor. Gajewski                            |
| Dowódca plutonu                           | pchor. Swiderski                          |
| Dowódca 3 szwadronu                       | ppor. Emil Słatyński                      |
| Dowódca plutonu                           | pchor. Hankisz                            |
| Dowódca 4 szwadronu                       | ppor. Zygmunt Herget                      |
| Dowódca plutonu                           | pchor. Stefan Choroszewski                |
| Dowódca plutonu                           | pchor. Wańkowicz                          |
| Dowódca szwadronu km                      | ppor. Stefan Leski                        |
| Dowódca plutonu                           | ppor. Ciemnieszewski                      |
| Dowódca plutonu                           | ppor. Teodor Fiszer                       |
| Dowódca plutonu                           | ppor. Frey                                |
| Dowódca plutonu                           | ppor. Ignacy Sąkowski                     |
| Dowódca plutonu                           | ppor. Stefan Witczak                      |
| Dowódca szwadronu łączności               | ppor. Tadeusz Stachurski                  |
| Dowódca szwadronu sztabowego              | ppor. Teodor Ender                        |
| Dowódca plutonu                           | ppor. Komar                               |
| Oficer pułku                              | pchor. Kiślański                          |

## Pułk w wojnie polsko-sowieckiej
Chrzest bojowy pod Przasnyszem
Z chwilą przybycia pułku w wyznaczone miejsce dyslokacji, położenie północnego skrzydła polskich wojsk przedstawiało się krytycznie. Pułk otrzymał zadanie wzmocnienia 8 Brygady Jazdy osłaniającej koncentracją nowo tworzonej 5 Armii gen. Władysława Sikorskiego. 7 sierpnia mjr Podhorski otrzymał informacje, że nieprzyjacielska kawaleria znajduje się o 45 km bliżej niż przypuszczano. Wydał więc rozkaz przesunięcia pułku do Przedwojewa. Dowództwo nad dywizjonem objął rtm. Zakrzewski, do którego w czasie marszu dołączył szwadron zapasowy 4 pułku ułanów z małym samochodem osobowym marki „Ford” uzbrojony w lekki karabin maszynowy. Dywizjon przesunął się pod Goljany. Tam wszedł w kontakt ogniowy z przeciwnikiem. W celu rozpoznania przeciwnika wysłano samochód, który wrócił z meldunkiem, że lasek jest obsadzony, a większa kolumna jazdy przeciwnika zbliża się szosą. Walkę nocną rozpoczęła przednia straż. 1 szwadron powstrzymywał nieprzyjaciela, a 3. miał przygotować obronę na skraju wsi Siekierki. Przeciwnikiem była przednia straż III Korpusu Gaja. O świcie 8 sierpnia dywizjon osiągnął Dzbonie. Tam otrzymał rozkaz o pozostawieniu jednego szwadronu, a drugi miał dołączyć do pułku stacjonującego w Przedwojewie. Na pozycjach pozostał 3 szwadron. Dowódca pułku z rtm. Zakrzewskim, obserwując Dzbonie, zauważył otaczającą wieś jazdę sowiecką. Nakazał 1. i 4. szwadronowi oraz plutonowi łączności wykonać szarżę na wroga. Pozwoliło to na wyjście z walki 3. szwadronu i ewakuowanie rannych. Nadchodzące kolejne pułki korpusu Gaja odrzuciły polskie szwadrony w kierunku Ciechanowa. Do powtórnej szarży ruszył rtm. Zalewski z ochotnikami. Na ich widok kawaleria sowiecka przerwała pogoń, a por. Witczak w tym czasie przygotował taczankę do walki. Po powrocie do Ciechanowa mjr Podhorski zorganizował obronę miasta, korzystając z pomocy szwadronu wydzielonego z 4. i 7 pułku ułanów. Tabory pułku i szwadron karabinów maszynowych odeszły do Modlina. Walcząc o miasto pułk dotrwał do godz. 14:00, a następnie wycofał się na Mławę i Płock. Spotkanie nastąpiło pod Gumowem, skąd przeszedł na północ od Sochocina. Pułk poniósł poważne straty. Z 600 „szabel” pozostał niespełna 300, ale dzięki tym walkom pułk zahartował się i nabył doświadczenia.
Wypad na Ciechanów
Walka pod Ciechanowem uzmysłowiła Naczelnemu Dowództwu, że nie były to drobne ubezpieczenia wojsk nieprzyjacielskich kierujących się na Warszawę, ale większe jego siły. Rozpoznanie marszu 4 Armii sowieckiej miało dla dowództwa doniosłe znaczenie. Celem dokładnego sprawdzenia sił nieprzyjacielskich został zarządzony przez Naczelne Dowództwo wypad pod Ciechanów. Główną rolę miał w nim odegrać 203 ochotniczy pułk ułanów. Noc z 8 na 9 sierpnia dała ułanom i koniom zasłużony odpoczynek, a 9 sierpnia pułk wyruszył do Łopacina i tu wszedł w podporządkowanie dowódcy 8 Brygady. Wysłane patrole wykryły wojska sowieckie obsadzające linię Ujazdowo – Nuszewo – Mieszki Wielkie oraz jego wysunięte patrole na Glinojeck i Kraszewo. Zarządzone zostało natarcie. Na czas akcji dowodzenie pułkiem przejął rtm. Zakrzewski, a jego pierwszym zadaniem było zajęcie pozycji wyjściowej do ataku we wsi Kraszewo. Zadanie to wykonał patrol dowodzony przez por. Słatyńskiego, niszcząc nieprzyjacielską placówkę. Pierwszym obiektem zaplanowanego natarcia było skrzyżowanie szosy z torem kolejowym, które rozpoczęło się o 17:00. 1. i 2. szwadron posuwały się tyralierą, a 4. w kolumnie plutonowej. Pod Babami patrole dostały się pod ogień piechoty nieprzyjacielskiej, na który szwadrony odpowiedziały konną szarżą wspartą ogniem z taczanki por. Witczaka. Zdobyto wieś i rozbito kompanie jej broniące. Pułk nie tracąc impetu atakował dalej. Pod Sokołówką pluton 4. szwadronu natknął się ponownie na okopaną piechotę wroga i rozpoczął szarżę uwieńczoną sukcesem. Dwie kompanie nieprzyjaciela porzuciły zajmowane pozycje uciekając w popłochu. Dowódca pułku wysłał w pościg za nimi resztę 4 szwadronu oraz wsparł go 2 szwadronem atakującym pieszo w kierunku lasu. W tym czasie na szosie Gąsocin–Ciechanów ukazały się wojska nieprzyjacielskie, rozwijając natarcie w kierunku na las. Pułk po odparciu kilku ataków wycofuje się pod osłoną 2 szwadronu. Na noc pułk stanął w Żochach ubezpieczając się na linii Kraszewo – Kraków – Sarnowa Góra. Nastrój w oddziałach po walce był dobry mimo zmęczenia i braku żywności.
Walki pod Świerczami i Sochocinem
W dniu 11 sierpnia położenie 5 Armii pogorszyło się, a armia rosyjska maszerowała wzdłuż toru kolejowego Ciechanów–Modlin, aż do stacji Gąsocin, osiągając Kuźniewo Wielkie i Strzegocin. Pułk przebywał w tym czasie w Łochocinie po przybyciu z Żoch. 12 sierpnia został skierowany do stacji kolejowej Świercze, gdzie odbywała się walka VIII Brygady zwróconej frontem na wschód. W czasie walk został ranny dowódca 1 szwadronu por. Włodzimierz Lizoń osłaniający odwrót 2 pułku ułanów. Dowodzenie przejął podchorąży Adam Doruchowski. Został wydany rozkaz przez dowódcę armii o zgrupowaniu głównych sił za rzeką Wartą frontem na wschód. W związku z tą sytuacją walki pod Świerczami zostały przerwane, a pułk otrzymał zadanie obsadzenia m. Kaolinowo, osłaniając kierunek z Ojrzenia. Do wsi wjechali telefoniści sowieccy mający ustawić w niej centralę telefoniczną, ale zostali wzięci do niewoli. 13 sierpnia ruszył pułk na Sochocin, ale okazało się, że jest opanowany przez oddziały piechoty sowieckiej. Nie mogąc osiągnąć miejscowości, pułk skierował się do m. Rży, gdzie miał dołączyć do kolumny 8 pułku. 1 szwadron i pluton łączności tworzące dywizjon pod dowództwem rtm. Zakrzewskiego zajęły Milewo, a pozostałość pułku obsadziła linię Kolonia-Stoszewo-Milewo. W tym czasie zaatakowany został 115 pułk ułanów przez sowietów, więc Zakrzewski w ramach pomocy dla tego pułku miał obejść Żelechy od południowego zachodu i zaatakować nieprzyjaciela. Zadanie udało się, a 30. pułk sowieckiej piechoty został rozbity. Męstwem w walce wykazali się: rtm. Zakrzewski, pchor. Doruchowski, st. uł. Karśnicki dopadając jako pierwsi nieprzyjacielskiej piechoty.
13 sierpnia rozpoczęła się Bitwa Warszawska. 
Po tej walce dwa szwadrony pułku oraz 115 pułk odeszły celem obrony prawego skrzydła 18 Dywizji Piechoty, a pozostałość pułku wraz z 2 pułkiem ułanów weszła w skład grupy gen. Karnickiego. Marsz grupy rozpoczął się w godzinach poobiednich 14 sierpnia, a w nocy z 14 na 15 maszerowali trasą przez Chotum – Lekowo – Gostkowo, zatrzymując się czołem oddziału na północ od Ciechanowa. W trakcie tego marszu idący w straży przedniej 2. pułk wpadł na tabory 4 Armii sowieckiej. Zaskoczenie ze strony rosyjskiej było tak silne, że znajdujący się w Ciechanowie jej sztab armii wraz z dowódcą Szuwajewem ledwo zdążył uciec przed opanowaniem miasta przez polskie oddziały. W ręce żołnierzy 2. pułku dostała się radiostacja armijna, która została spalona, w wyniku czego została przerwana łączność 4 Armii z III Korpusem konnym i jej dywizjami. Armia sowiecka przestała otrzymywać rozkazy operacyjne i nie wiedząc o pobiciu pod Warszawą pozostałych armii Tuchaczewskiego, kierowała się dalej na zachód. Zwycięstwo to było doniosłym czynem w historii kawalerii. 
Po nim Brygada otrzymała nowe zadania i pod wieczór 15 sierpnia została wycofana z miasta, nocując w Ościsłowie pod Gumowem. W przeciągu dnia pułk miał uderzyć z Boronia na Karczew, ale ponieważ miejscowość była silnie obsadzona przez nieprzyjaciela do ataku nie doszło, więc ruszył za odchodzącą brygadą drogą Kownaty – Borowe – Wojnowo – Kownaty – Zendowe podchodząc do Niechodzina. Spotkał tam silną kolumnę piechoty sowieckiej, a na dodatek został ostrzelany od strony Niżowa, więc wycofał się przez Młock na Sochocin.
Bój pod Smardzewem
17 sierpnia pułk wyszedł ze składu 8 Brygady Jazdy i został przydzielony do 9 Brygady Jazdy tworzącej wspólnie z 8 Brygadą dywizję północną pułkownika Dreszera. Mjr Podhorski przed odjazdem do sztabu dywizji przekazał dowództwo rtm. Zakrzewskiemu. W dniu tym czekała pułk jeszcze jedna ciężka bitwa. W godzinach popołudniowych rtm. Zakrzewski został poinformowany przez szefa sztabu 18 Dywizji Piechoty, że od zachodu stwierdzono ruch większej sowieckiej jednostki piechoty, zagrażającej tyłom ciężko walczącej, skierowanej frontem na północ 18 Dywizji. Zadaniem pułku było powstrzymanie marszu tejże jednostki. Pułk ruszył kłusem w kierunku Smardzewa, a spotkany po drodze szwadron 1 pułku szwoleżerów rtm. Jaroszewicza dołączył do nich. Przed miastem spotkali posuwającą się w kilku liniach piechotę, a Zakrzewski pragnąc ją powstrzymać rzucił do ataku szwadrony pułku ze spotkanym 1 szwadronem Jaroszewicza. W gęstym ogniu nieprzyjaciela, załamała się szarża 2 i 3 szwadronu, natomiast 1 szwadron doszedł do wsi Wierzbowiec, do pierwszej i drugiej fali piechoty sowieckiej. Odosobniony musiał się jednak cofnąć. Celem ułatwienia odwrotu dla 1 szwadronu, Zakrzewski poprowadził do szarży pluton techniczny, pod silnym ogniem atak się załamał, ale cel został osiągnięty, ponieważ nieprzyjaciel powstrzymał swój marsz. Spieszone szwadrony rozpoczęły walkę ogniową, a trzymany z tyłu odwód był gotowy uderzyć na nieprzyjaciela. Pod wieczór do macierzystego pułku odszedł rtm. Jaroszewski ze swoim szwadronem. Noc z 17 na 18 sierpnia minęła na odpieraniu ataków nieprzyjaciela i przeciwnatarciu wykonanym przez pułk od północy, a od południa przez 1 pułk szwoleżerów. Pomimo ataku Smardzewa nie udało się zająć, ale nieprzyjaciel sam ją opuścił wycofując się w kierunku Młochowa i Gumowa. W nocy do pułku powrócił mjr Podhorski, obejmując dowództwo nad działaniami bojowymi. Bój pod Smardzewem, chociaż okupiony został stratami, ale miał również poważne znaczenie. Dzięki walce pułku i szwadronu szwoleżerów uratowano położenie 5 Armii.
Walki z korpusem konnym Gaja
19 i 20 sierpnia pułk brał udział w natarciu na Młock – Gumowo – Chotum w składzie 9 Brygady Jazdy z zadaniem niedopuszczenia odchodzących dywizji sowieckiej 4 Armii i III Korpusu do przerwania się na wschód. Pułk uzupełniony został oddziałem przybyłym z taborów ciężkich pułku spod Modlina. Dowódcą tego oddziału był rtm. Merkel Wielozierski, który tego samego dnia został ciężko ranny. 
W ataku na Kuliszewo, dowódca pułku wysłał 2 szwadron, który załamał szeregi wroga nie zważając na krzyżowy ogień karabinów maszynowych. Do ataku poszedł 4 szwadron, ale straciwszy dowódcę wycofał się. Po szarży pułk powrócił do Młocka, a następnego dnia zdobył 100 jeńców i 2 ciężkie karabiny maszynowe. Po forsownym marszu zajął Drogiszki znajdujące się na północny–zachód od stacji Konopki, przez którą przedarły się główne siły korpusu. Przy stacji na przejeździe wyładował się transport czołgów. Koło południa, stacjonujący w majątku 3 szwadron dostrzegł kolumnę sowieckiej kawalerii, idącą ze śpiewem. Czołgi zajęły w tym czasie m. Leszczyny otwierając ogień. Do kolumny zaczęła strzelać taczanka por. Witczaka, ale nie mogła dużo zdziałać wystrzelawszy amunicję. Sotnia kozaków próbowała atakować czołgi, ale została odparta ich ogniem. Sowieccy kawalerzyści postawili nad torem działo nie dopuszczając improwizowanego z zepsutych czołgów pociągu pancernego. Kolumna przeszła przez tor i zniszczyła kompanię z 18 Dywizji Piechoty. 22 sierpnia pułk dotarł do Szydłowa, biorąc 330 jeńców, 8 karabinów maszynowych i 30 wozów z amunicją. 23 sierpnia pułk kwateruje w Szydłowie, a następnego dnia rusza do Chmielowa – Wyszyn otrzymując zadanie oczyszczenia z niedobitków sowieckich obszaru Chorzele – Mchów – Grabowo, którędy przedarł się korpus Gaja. 27 sierpnia po nadejściu ciężkich taborów oraz zorganizowanego przez rtm. Leskiego szwadronu karabinów maszynowych, pułk kwateruje w Wyszynach Kościelnych, skąd dopiero 3 września odjechał na front południowy. Podczas odpoczynku pułk wykorzystał czas na formowanie taborów oraz oddziału sanitarnego pod kierownictwem Janiny Błeczyńskiej, której pomagała Janina Babska. W tym samym czasie por. Motykiewicz zorganizował komisję gospodarczą. 
Pułk wchodzi organicznie w skład 9 Brygady Jazdy mjr. Jana Głogowskiego wraz z 1 pułkiem szwoleżerów mjr. Grobickiego, 201 pułkiem szwoleżerów rtm. Kuleszy oraz 1 baterią 7 dywizjonu artylerii konnej. Dowódcą 203 pułku został po przejściu na inne stanowisko służbowe mjr. Podhorskiego, rtm. Adam Zakrzewski. W okresie walk ciechanowskich zginęło w pułku 7 oficerów i 109 szeregowych tj. 1/5 stanu osobowego. Od 7 do 27 sierpnia pułk przemaszerował około 700 km, stanowiący dla niewyćwiczonej jednostki poważny rekord. Udało się to tylko dzięki doświadczeniu dowódcy mjr. Podhorskiego oraz tym, że większość ochotników pochodziła ze sfer ziemiańskich, wychowanych od dziecka na koniu.
Walki z armią Budionnego
Kiedy na północy Naczelny Wódz zadał klęskę armiom Tuchaczewskiego, a Polacy przeszli do pościgu to na południu armie polskie prowadziły jeszcze walki obronne w obszarze Bugu i Lwowa. Szczególnie groźne były tutaj ataki 1 Armii Konnej Budionnego i dlatego do jej zwalczenia została wysłana dywizja płk. Dreszera. Pułk 3 września 1920 otrzymał rozkaz załadowania się na trzy eszelony skierowane przez Lublin do Chełma. 6 września, po wyładowaniu pułk zajął kwatery we wsi Kamień, będąc dalej w składzie 9 Brygady. 8 września pułk wyruszył w kierunku Hrubieszowa, zatrzymując się we wsi Czernuszyn, będąc w pogotowiu do przejścia Bugu. 9 Brygada weszła w skład 2 Dywizji Jazdy, która razem z 1 Dywizją tworzyła Korpus Jazdy płk. Rómmla, otrzymując zadanie forsowania Bugu i szybkim pościgiem na trasie Łuck – Równe uderzyć na 9 Armię sowiecką grupującą się w okolicy Kowla. 12 września o godz. 13:00, pułk w ataku na bagnety zdobywa silnie umocnioną pozycję nieprzyjaciela pod Wołczkiem, przyczyniając się tym do zajęcia przez polskie wojska Morozowicz. 13 września, 3 szwadron zajmuje Iwanice oraz nawiązuje łączność z 10 Dywizją Piechoty w Żdżorach. Reszta pułku brała w tym czasie udział w natarciu na tyły sowieckich sił przez Kreczów na Lisznie. O godz. 10:30 zdobyte zostały Osmiłowicze. W czasie dalszej ofensywy, pułk pełnił służbę lewego ubezpieczenia 2 Dywizji Jazdy, idąc przez Molniki – Litowiż – Zobołotce – kolonię Romanówkę. 14 września, 1 szwadron wypiera nieprzyjaciela z Radowicz i Poryska, a pułk przechodzi z Oryszcz przez Łysów – Berneszczów do Koronne. Do Zachorowa dochodzi 3 szwadron. Pułk, 13 września, po całodziennych utarczkach i całonocnym marszu, osiąga m. Nowe Zahorowo, dochodząc przez Białopole do Kaniuch. Spotyka tam dwie nieprzyjacielskie kolumny kawalerii maszerującej na wschód. Ostrzelał je i zaatakował, uniemożliwiając nieprzyjacielowi stawienie oporu nad rzeką Ług. Dalszy marsz odbywa się przez Pustomyty – Szklin – Malew – Targowicę, a 16 września razem z brygadą przez Badczyce – Piane – Koryto – Długoszyje. Po nocnym boju we wsi Litczany poddały się pułkowi do niewoli dwa szwadrony kozaków z karabinami maszynowymi. 17 września, przez Suchowice – Radochówkę udaje się sforsować rzekę Stublę w Starym Żukowie, gdzie dostaje rozkaz o wykonaniu nocnego marszu na Równe. W natarciu na miasto 18 września, pułk śmiałym atakiem zajmuje wzgórza wypierając z nich przeciwnika. 
W walkach o Korzec w dniach 25 września – 1 października, otrzymał pułk samodzielne zadanie, ubezpieczania lewego skrzydła 2 Dywizji Jazdy, zdobycie Kostopola i wysłanie rozpoznania na Berezno i Drukowo. 25 września nastąpił wymarsz z Aleksandrii na Kostopol, a w południe 1 szwadron idący w straży przedniej zajął wieś Koźliński Majdan, posuwając się oddzielnie na Małą Lubaszkę i folwark Chateńkę, napotykając w tych miejscowościach na opór nieprzyjaciela. Dowódca pułku zarządził natarcie w którym na Chateńkę (obsadzoną przez batalion piechoty sowieckiej) uderzył 1 i 2 szwadron. Związanie walką nieprzyjaciela od frontu przez 1 szwadron i ogień karabinów maszynowych oraz obejście lasu od zachodu przez 2 szwadron, doprowadziły do zdobycia wsi i wzięcia jeńców. 3 szwadron w tym czasie przeprowadzał rozpoznanie na Małą Lubaszkę, gdzie opór nieprzyjaciela zatrzymał go aż do nocy. Pozostałość pułku nocowała w kolonii Seropol, wysyłając patrole w kierunku Kostopola. Jeden z patroli na drodze między Leopoldem a Marcelinhofem wziął do niewoli sowieckiego gońca. Uzyskano od niego wiadomość, że w miejscowości tej nocuje cała brygada piechoty w sile 1500 ludzi. Meldunek do sztabu brygady dostarczył patrol oficerski podchorążego Wańkowicza. 26 września dowódca pułku zarządził rozpoznanie z Chateńki na Kostopol – Kurhan, Gołowinę, Siedliszcze i Józefówkę. Szwadrony 2 i 4 wraz ze sztabem przeszły do Dumanec, a 3 został pod Małą Lubaszką. Pułk miał w tym dniu osłaniać skrzydła 9 Brygady, atakującej właśnie na Korzec. Zadanie to wykonał, atakując i zdobywając 4 szwadronem Marcelinhof oraz nacierając na Małą Lubaszkę. Od strony Siedliszcza zaczął podchodzić nieprzyjacielski zwiad. Został tam wysłany patrol, stwierdzający obecność dwóch pułków piechoty i pułk kawalerii. W Antonowie zatrzymał się 3 szwadron osłaniając kierunek od strony Siedliszcz. Nieprzyjaciel rozpoczął odwrót i pułk 27 września zajął Kostopol, wysyłając patrole celem nawiązania łączności z 2 Dywizją oraz na północy z piechotą stacjonującą w Sarnach. Na wiadomość o dalszym odwrocie nieprzyjaciela o godz. 15:00 wyruszył dywizjon por. Lizonia w pościg przez Gołowin – Bełko na Berezno. 28 września wieczorem w Karaczanach i Stefani nawiązano łączność z kozackimi pułkami działającymi w składzie polskiej 7 Dywizji Piechoty. Noc spędziło dowództwo pułku w Koźlińskim Majdanie, mając szwadrony w Dermance, a placówki w Chateńce, Kamiennej Górze i Marcelinhofie. Rano otrzymał pułk rozkaz pościgu na Berezno. Atak wsparty ogniem karabinów maszynowych doprowadził do jego zdobycia oraz odcięcia nieprzyjaciela od Słuczy i wzięcia jeńców wraz z taborem amunicyjnym. Zdobycie Berezyna i patrolowanie przedpola było dla pułk ostatnią akcją w tym wypadzie. 
W czasie zagonu na Korosteń pułk współdziałał z 13 Dywizją Piechoty. 8 października o 4:00 rano stanął w Reczkach, 10 października w Sulsach, a 11 października spędził w marszu bojowym na Horodnicę i obsadzeniu Łuczyn, 12 października Starożewa. 1 szwadron pozostał w Łuczynach celem patrolowania drogi na Ćwilę i Karpiówkę. 15 października osłaniał pułk węzeł drogowy w Korcu, pozostając tam dłuższy czas. 18 października nastąpił rozejm zastając pułk na postoju w Kijance, Mogilnie i Dolsku. 
Służba na linii demarkacyjnej, przerywana czasami drobnymi utarczkami z posterunkami sowieckimi wypełniała długie zimowe miesiące służby. Ułani rwali się do domów, ale na duchu podtrzymywały ich dwie panie (Piwnicka i Wyganowska) przybyłe z Kaliskiego. Dopiero 10 lutego 1921 pułk załadował się w Kowlu i przybył do Konina.

### Kawalerowie Virtuti Militari
| Żołnierze pułku odznaczeni Krzyżem Srebrnym Orderu Wojskowego Virtuti Militari za wojnę 1918–1920 | Żołnierze pułku odznaczeni Krzyżem Srebrnym Orderu Wojskowego Virtuti Militari za wojnę 1918–1920 | Żołnierze pułku odznaczeni Krzyżem Srebrnym Orderu Wojskowego Virtuti Militari za wojnę 1918–1920 |
| ------------------------------------------------------------------------------------------------- | ------------------------------------------------------------------------------------------------- | ------------------------------------------------------------------------------------------------- |
| pchor. Stefan Choroszewski                                                                        | pchor. Kazimierz Dąbrowski                                                                        | pchor. Adam Doruchowski                                                                           |
| pchor. Jan Gębicki                                                                                | pchor. Leon Jarmiński                                                                             | pchor. Tadeusz Wiślański                                                                          |
| por. Wincenty Poklewski-Koziełł                                                                   | rtm. Tadeusz Krupski                                                                              | rtm. Włodzimierz Lizoń                                                                            |
| uł. Tadeusz Maringe                                                                               | kpr. Tadeusz Moryciński                                                                           | plut. Wincenty Niedbała                                                                           |
| kpr. Tadeusz Około-Kułak                                                                          | kpr. Andrzej Potworowski                                                                          | st. uł. Kazimierz Saduła                                                                          |
| ppor. Emil Słatyński                                                                              | uł. Jerzy Sokolnicki                                                                              | rtm. Józef Taube                                                                                  |
| plut. Franciszek Wesoły                                                                           | por. Stefan Witczak                                                                               | pchor. Jan Wyganowski                                                                             |
| uł. Stanisław Wyganowski                                                                          | rtm. Adam Zakrzewski                                                                              | pchor. Bronisław Zawadzki                                                                         |

## Pułk w okresie pokoju

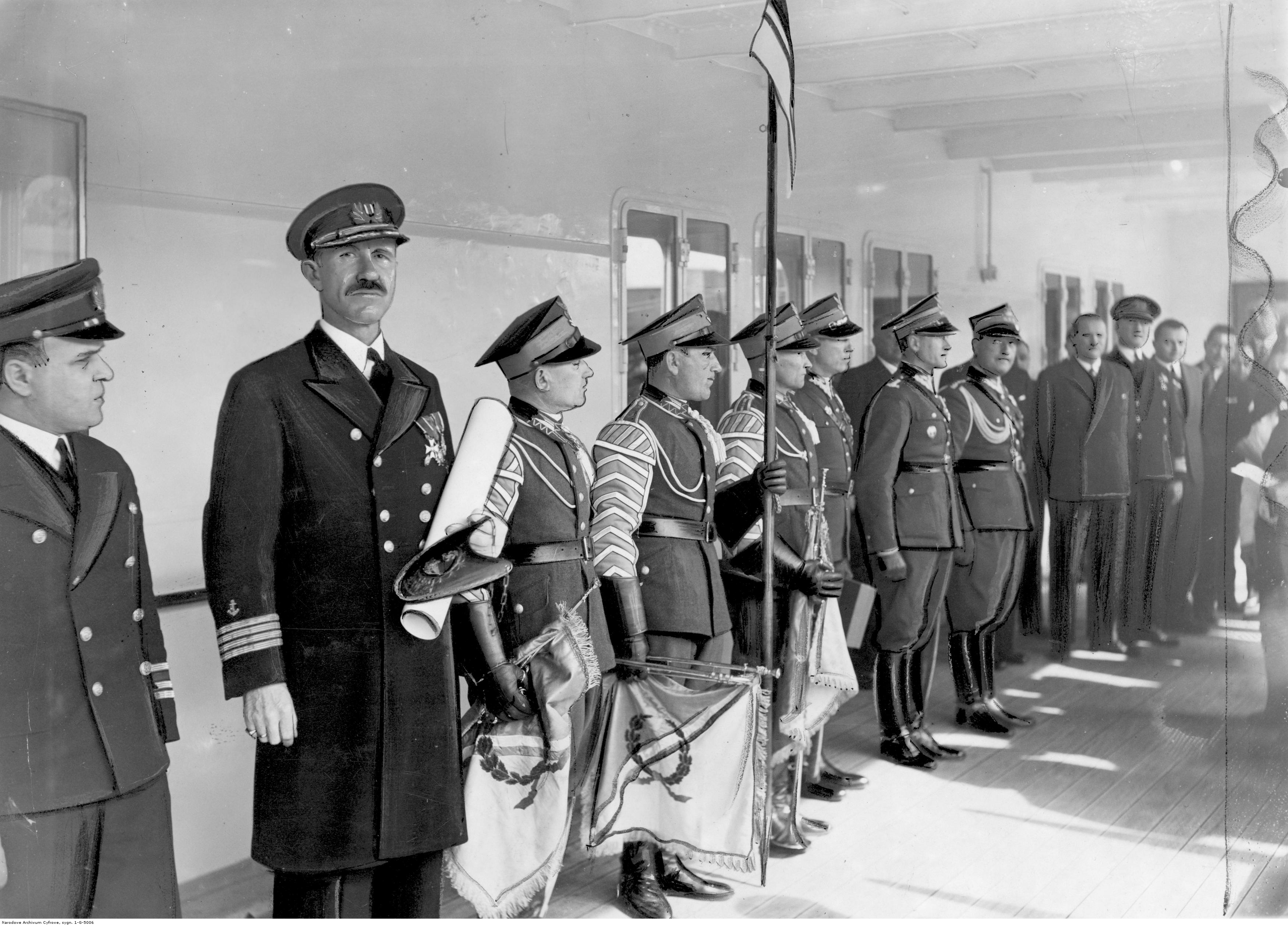
Uroczystość wręczenia kapitanowi Eustazemu Borkowskiemu odznaki 27 puł dla statku m/s "Batory"

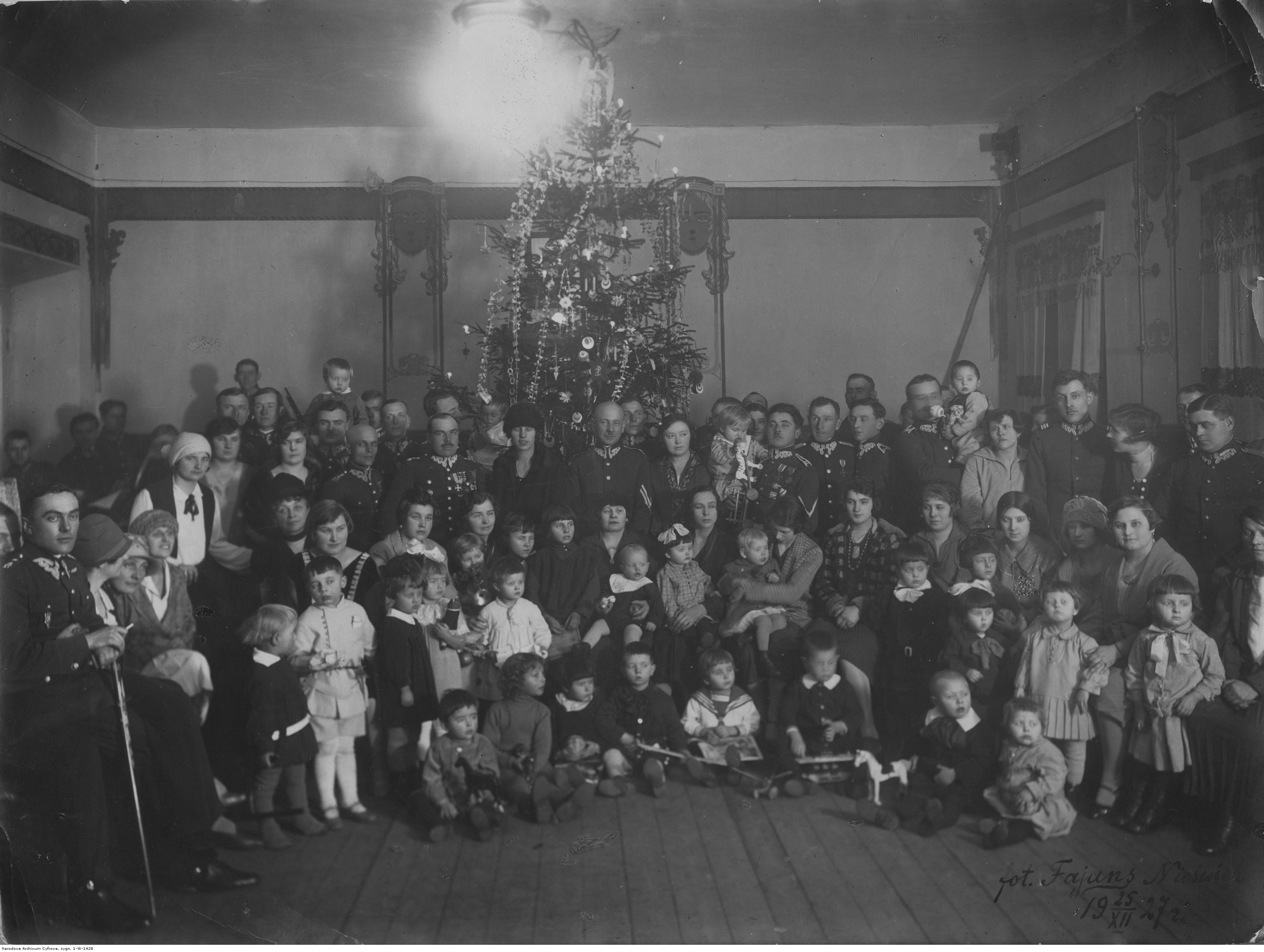
Gwiazdka dla dzieci pułkowych 27 puł w Nieświeżu 24 grudnia 1928. Widoczny m.in. ppłk Stanisław Rostworowski (stoi 5. z lewej w 3. rzędzie)

### Reorganizacja i podporządkowanie
Po podpisaniu rozejmu z Rosją bolszewicką, pułk pozostał na linii demarkacyjnej do końca stycznia 1921. Następnie przewieziono go transportami kolejowymi do Konina, skąd 18 lutego przemaszerował do swojego pokojowego garnizonu we Włocławku. Wówczas zapadła decyzja, że pułk stanie się regularnym pułkiem jazdy, i otrzymał numer i nazwę „27 pułk ułanów”. W sierpniu 1921 został przeniesiony do Nieświeża i wszedł w skład pokojowej IX Brygady Jazdy.

Od 1924, wraz ze zmianą terminu „jazda” na „kawaleria", wszedł w skład 9 Samodzielnej Brygady Kawalerii, a od 1929 był w składzie Brygady Kawalerii „Baranowicze". Wiosną 1937 brygada ta została przeformowana w Nowogródzką Brygadę Kawalerii, a 27 pułk ułanów pozostał w jej składzie.

### Praca kulturalno-wychowawcza i sport
Obok pracy zawodowej i szkolenia się dla pogotowia wojennego, za które pułk był podczas manewrów wyróżniany, odbywała się praca kulturalno-oświatowa. Szereg miejscowych organizacji społecznych rozwija się przy czynnej pomocy oficerów pułku. Organizowane były dla ułanów kursy przygotowania do życia cywilnego, obejmujące wykłady spółdzielcze, przeciwpożarowe, wychowania fizycznego, ogrodniczego. Organizowano również wycieczki krajoznawcze dla podoficerów i ułanów przed zwolnieniem do rezerwy. W zakresie propagowania sportu pułk objął swoją działalnością prawie całe województwo Nowogródzkie. Oprócz konkursów konnych, strzeleckich i łyżwiarskich organizowanych w Nieświeżu, organizował również dwudniowe zawody konno-strzeleckie w 1927 w Baranowiczach, w 1928 w Nowogródku, w 1929 w Słonimie. Gromadziły one uczestników z wielu pułków, a także jeźdźców cywilnych oraz amazonek. Dowódca pułku wraz ze swoimi oficerami uczestniczył w rajdzie zorganizowanym przez dowódcę brygady kawalerii do Białegostoku w kwietniu 1928. Konie będące własnością oficerów pułku uczestniczyły w wyścigach na torach Wilna, Grajewa, Piotrkowa, Łodzi i Warszawy, zdobywając w latach 1928 i 1929 roku 21 nagród.
8 sierpnia obrany został dniem święta pułkowego, ponieważ w dniu tym odbyła się pamiętna pierwsza bitwa i szarża pod Ciechanowem. Podczas pierwszego obchodu święta w 1922 został wręczony pułkowi sztandar ufundowany przez ludność powiatu nieświeskiego.
14 września 1933 generał brygady Felicjan Sławoj Składkowski, w zastępstwie Ministra Spraw Wojskowych, zmienił datę święta pułkowego z dnia 8 sierpnia na dzień 27 lipca, rocznicę powołania oddziału w 1920.
16 października 1936 minister spraw wojskowych, generał dywizji Tadeusz Kasprzycki, nadał 27 pułkowi ułanów nazwę „27 pułk ułanów imienia Króla Stefana Batorego”.

### Koszary pułku
203 ochotniczy pułk ułanów formowano w Kaliszu przy stacjonującym tam szwadronie zapasowym 3 pułku ułanów. Sformowane pododdziały rozlokowano w okolicznych wsiach przy linii kolei wąskotorowej. Dyslokacja przedstawiała się następująco: dowództwo i pluton łączności – Żelazkowo, szwadrony: 1. – Goliszew, 2. – Garzew, 3. – Tykadłów, 4. – Ilno, szwadron ckm – Zborów. Już 4 sierpnia 1920 pułk odjechał koleją na front. 
Po zawieszeniu broni pułk pozostał jeszcze przez kilka miesięcy na kwaterach polowych na linii demarkacyjnej, a 10 lutego 1921, załadowany do transportu kolejowego w Kowlu, przyjechał do Konina, skąd 18 lutego 1921 dotarł na Kujawy. Dowództwo i szwadron ckm zakwaterowano w Brześciu Kujawskim, szwadron techniczny i sztabowy we Włocławku, szwadron zapasowy w Koninie (od 17 marca we Włocławku), szwadrony liniowe: 1. – w Paulinie, 2. – w Pikutkowie, 3. – w Starym Brześciu, 4. – w Machnaczu. 
W dniach 13–19 sierpnia pułk przedyslokowany został  na Nowogródczyznę. W tym czasie porosyjskie zespoły koszarowe w Nieświeżu (zajmowane do 1914  przez 30 Brygadę Artylerii) były jeszcze remontowane. Pododdziały pułku zajęły więc kwatery tymczasowe we wsiach wokół Nieświeża. Były to: Alba (majątek Radziwiłłów, 2 km na południe), Ogrodniki (między Nieświeżem a Albą), Rudawka (3 km na północny zachód), Saska Lipka (7 km na zachód) i Łań (8 km na południe). W Nieświeżu oddział miał bardzo trudne warunki. Koszary były częściowo spalone, stajnie zniszczone, a mieszkań dla oficerów i podoficerów nie było. Doprowadzenie ruin koszar do względnego stanu używalności kosztowało dowódców pułku i oficerów dużo wysiłku, czasu i energii. Niemałą pomoc udzieliło społeczeństwo przy wsparciu korporacji dawnego 203 pułku, która powstała w maju 1921 z inicjatywy pierwszego dowódcy pułku rtm. Adama Zakrzewskiego oraz zwalniających się z czynnej służby ochotników. Zgromadziła ona wielu ziemian z Kaliskiego, Kutnowskiego i Włocławskiego. Delegacja korporacji wielokrotnie przybywała do pułku uczestnicząc w szeregu uroczystościach i wzniosła własnym kosztem piękny pomnik pod Ciechanowem dla pamięci poległych.
Do miasta pułk przenosił się stopniowo od lutego do października 1923. Był to kompleks Koszar Pomonopolowych, wzniesionych z czerwonej cegły na potrzeby utworzonego w 1898 rosyjskiego monopolu spirytusowego. Pozostałe dwa kompleksy: Koszary Bernardyńskie i Farne/Jezuickie były adaptowanymi i rozbudowanymi przez Rosjan budynkami poklasztornymi, pochodzącymi z lat I Rzeczypospolitej. Zabudowania magazynowe zajmowane były przez wojsko na terenie czynnego klasztoru benedyktynek. W Koszarach Farnych stacjonowały dowództwo pułku oraz 1 szwadron, a w Koszarach Bernardyńskich – 2 szwadron. Istotnym mankamentem był brak krytej ujeżdżalni, a dwie „otwarte” ujeżdżalnie przez dłuższy czas były urządzone prowizorycznie i pozbawione drenażu. Sumaryczna pojemność koszar wynosiła 800 ludzi i 900 koni.
Do dziś (2020) zachowały się wszystkie kompleksy koszarowe w Nieświeżu. Ceglane budynki Koszar Pomonopolowych (ul. Leninskaja 96) są starannie odrestaurowane i mieści się w nich Muzeum Historyczno-Krajoznawcze. W budynkach Koszar Farnych (ulice: Leninskaja – Mickiewicza – Giejsika) znajduje się cerkiew i klasztor prawosławny, Koszary Bernardyńskie (ul. Giejsika 1) są nieużytkowane, a w dawnym klasztorze benedyktynek (ul. Czkałowa 8) mieści się szkoła średnia.
Szwadron zapasowy stacjonował początkowo w Bielsku Podlaskim w porosyjskich koszarach 1 kadrowego batalionu obozowego. Przed 1927 został przeniesiony do Baranowicz, skąd w maju 1929 odjechał do Łukowa.

### Konie
Konie starano się grupować według maści w poszczególnych pododdziałach według następującego schematu: 1 szwadron – kasztany, 2 szwadron – jasnogniade, 3 szwadron – ciemnogniade, 4 szwadron – skarogniade i kare, szwadron karabinów maszynowych – kasztany i gniade, pluton łączności i pluton trębaczy – szpaki. Od 1926 w pułku sukcesywnie zwiększano liczbę koni skarogniadych i karych. 

### Mobilizacja
| Pułk w planie mobilizacyjnym „S” | Pułk w planie mobilizacyjnym „S” | Pułk w planie mobilizacyjnym „S” |
| Nazwa pododdziału                | Termin                           | Miejsce mobilizacji              |
| -------------------------------- | -------------------------------- | -------------------------------- |
| dowódca pułku z drużyną          | alarm                            | Nieśwież                         |
| pluton łączności                 | alarm                            | Nieśwież                         |
| 1÷4 szwadrony                    | alarm                            | Nieśwież                         |
| szwadron karabinów maszynowych   | alarm                            | Nieśwież                         |
| kolumna taborowa nr 961          | 5                                | Baranowicze                      |
| kolumna taborowa nr 981          | 11                               | Siedlce                          |
| kolumna taborowa nr 982          | 12                               | Siedlce                          |
| kolumna taborowa nr 983          | 12                               | Siedlce                          |
| uzupełnienie do czasu „W”        | 5                                | Baranowicze                      |
| szwadron marszowy 1/27 puł       | 18                               | Siedlce                          |
| szwadron zapasowy                | do 15                            | Siedlce                          |
| PKU Łuków                        | 2                                | Łuków                            |

Mobilizacja 1939
23 marca 1939, wraz z mobilizacją alarmową zgodnie z planem mobilizacyjnym „W” obowiązującym do maja 1939 jednostek Okręgu Korpusu nr IX, został zmobilizowany w ramach Nowogródzkiej Brygady Kawalerii, 27 pułk ułanów do etatów wojennych w czasie od Z+24 do Z+44. Po osiągnięciu 25 marca gotowości marszowej nazajutrz został przewieziony transportem kolejowym i dyslokowany na północny wschód od Sierpca, sztab pułku ze szwadronem gospodarczym zakwaterowano we wsi Rościszewo, reszta w pobliskich wsiach. 8 lipca pułk dyslokowano w rejon granicy polsko-niemieckiej wzdłuż rzeczki Działdówki i bagien na odcinku od Zakrzewa Polskiego do wsi Nowy Dwór w pobliżu Lidzbarka. Przystąpiono do rozbudowy inżynieryjnej terenu, kopiąc transzeje, ustawiając zasieki z drutu kolczastego, wycinając drzewa i krzewy.
| Obsada personalna i struktura organizacyjna w marcu 1939 | Obsada personalna i struktura organizacyjna w marcu 1939 |
| Stanowisko                                               | Stopień, imię i nazwisko                                 |
| -------------------------------------------------------- | -------------------------------------------------------- |
| dowódca pułku                                            | ppłk Józef II Pająk                                      |
| I zastępca dowódcy                                       | mjr Karol Teodor Dillenius                               |
| adiutant                                                 | por. Witosław Ludwik Kowalewski                          |
| lekarz medycyny                                          | kpt. lek. Jerzy Roman Szmelczyński                       |
| starszy lekarz weterynarii                               | mjr Julian Kochanowski                                   |
| komendant rejonu PW Konnego                              | rtm. adm. (kaw.) Zygmunt Żukowski                        |
| II zastępca dowódcy (kwatermistrz)                       | mjr Władysław Walecki                                    |
| oficer mobilizacyjny                                     | rtm. adm. (kaw.) Bronisław Malinowski                    |
| zastępca oficera mobilizacyjnego                         | por. Stanisław Gołoński                                  |
| oficer administracyjno-materiałowy                       | rtm. Eugeniusz Cierpicki                                 |
| dowódca szwadronu gospodarczego                          | por. Witosław Ludwik Kowalewski                          |
| oficer gospodarczy                                       | kpt. int. Władysław Brózdziński                          |
| oficer żywnościowy                                       | por. Dionizy Brunon Jasiński                             |
| dowódca plutonu łączności                                | rtm. Feliks Friesendorff                                 |
| dowódca plutonu kolarzy                                  | ppor. Henryk Jemiołek                                    |
| dowódca plutonu ppanc.                                   | por. Mieczysław Wiewiórowski                             |
| dowódca 1 szwadronu                                      | rtm. Borys Gierasiuk                                     |
| dowódca plutonu                                          | ppor. Jerzy Tolkacz                                      |
| dowódca 2 szwadronu                                      | por. Stefan Edmund Zygmunt Olszewski                     |
| dowódca plutonu                                          | ppor. Leopold Wiktor Cehak                               |
| dowódca plutonu                                          | ppor. Henryk Jemiołek                                    |
| dowódca 3 szwadronu                                      | rtm. Józef Karol Kwieciński                              |
| dowódca plutonu                                          | ppor. Zdzisław Marian Chojnacki                          |
| dowódca plutonu                                          | ppor. Mikołaj Kalina                                     |
| dowódca 4 szwadronu                                      | rtm. Bronisław Zbigniew Racewicz                         |
| dowódca plutonu                                          | por. Jan Kanty Antoni Gościsław Drac                     |
| dowódca plutonu                                          | ppor. Tadeusz Antoni Wilk                                |
| dowódca szwadronu km                                     | rtm. Marian Chmielewski                                  |
| dowódca plutonu                                          | por. Tadeusz Michał Podleżański                          |
| dowódca szwadronu zapasowego                             | rtm. Edward Leopold Metzger                              |
| zastępca dowódcy                                         | por. adm. (kaw.) Stefan Łaszewski                        |
| na kursie                                                | por. Aleksander Siebielec                                |

## 27 puł. w kampanii wrześniowej

### Działania bojowe
Kampanię wrześniową w 1939 r. pułk odbył w składzie Nowogródzkiej Brygady Kawalerii. 

#### Walki graniczne
1 września pułk nie walczył, 2 września prowadził potyczki z pojawiającymi się przed pozycjami patrolami wroga oraz dokonał zniszczeń na przedpolu pozycji. W godzinach popołudniowych dywizjon 27 pułku (2, 4 szwadrony i pluton ckm) pod dowództwem rtm. Z. Racewicza ze wsparciem baterii 9 dywizjonu artylerii konnej wykonał natarcie na oddziały niemieckie zagrażające pozycjom 20 Dywizji Piechoty broniącej pozycji mławskiej. Dywizjon z powodzeniem zdobył wieś Rywociny, gdzie wziął do niewoli 34 jeńców, zdobył 67 rowerów oraz zniszczył 2 pojazdy pancerne. 3 września dywizjon 27 pułku wycofał się do Petrykoz, a potem do Sarnowa. 4 września o świcie 27 pułk ułanów i 4 pułk strzelców konnych ze wsparciem 3 baterii 9 dak wykonały natarcie na Petrykozy styk niemieckich 217 i 61 Dywizji Piechoty nacierających na skrzydło polskiej 20 DP. O godz. 6 piechota niemiecka kontratakował pozycje 27 pułku, powstrzymana z kolei kontratakiem 2 i 3 szwadronów pułku, szwadrony straciły 4 poległych i 2 rannych. 
Na rozkaz dowódcy Armii „Modlin” przerwano natarcie, a pułk 5 września skoncentrował się w rejonie Sierpca. W nocy 5/6 września pułk wraz z całą Nowogródzką BK przemieścił się do Płocka, zajmując rejon Radziwie–Łąck jako odwód brygady. 

#### Odwrót, walki pod Mińskiem Mazowieckim
Nocą 8/9 września pułk wraz z brygadą wykonał marsz wzdłuż Wisły przez Gąbin i Puszczę Kampinoską do Nowego Dworu Mazowieckiego, do następnej nocy ułani króla Batorego kwaterowali w Puszczy Kampinoskiej. 10/11 września 27 pułk przekroczył most w Nowym Dworze Maz. i lasami poprzez Jabłonnę osiągnął Starą Miłosnę–Wiązownę i przeszedł na odpoczynek. 
13 września 27 pułk ułanów prowadził w ramach Nowogródzkiej BK działania zaczepne w kierunku Mińska Mazowieckiego. Wyruszył z Wiązowny w szyku konnym spychając niemieckie patrole ze składu 11 DP. Spieszony natarciem 2, 3 i 4 szwadronów opanował wieś Maliszew, następnie pod silnym ostrzałem artylerii nieprzyjaciela odparł silny kontratak piechoty niemieckiej utrzymując przy pomocy ognia szwadronu ckm pozycje. Spieszone szwadrony poniosły znaczne straty osobowe np. w 4 szwadronie 60% strat. Nieudany kontratak w szyku konnym – szarżę wykonał 1 szwadron, przyniósł on ułanom straty w wysokości 20% stanu osobowego. W nocy 13/14 września pułk na rozkaz gen. W. Andersa przerwał walkę i opuścił płonący Maliszew. Pułk wraz z całą Grupą Operacyjną Kawalerii wykonał marsz w kierunku Lubelszczyzny, osiągnął 14 września wieczorem Łaskarzew, a następnego dnia Baranów nad Wieprzem. 

#### Na Lubelszczyźnie
W trakcie dwudniowego odpoczynku w lasach koło Baranowa, we wsi Niemce pułk stoczył potyczkę z podjazdem wroga. Wieczorem 17 września 27 pułk ułanów podjął dalszy marsz na południe w szykach swojej brygady, poprzez Stręczyn, Pawłów, Rejowiec, Maciejów osiągając Chełmiec–Kraśniczyn 20 września. Nazajutrz pułk dotarł w rejon Wojsławice–Grabowiec. 22 września Grupa Operacyjna gen. Andersa podjęła natarcie w kierunku szosy Tomaszów–Zamość, ułani króla Batorego przebywali tego dnia w odwodzie macierzystej brygady, ubezpieczając Wołyńską BK we wsi Dąbrowy. Po opanowaniu przez bratni 25 pułk ułanów rano 23 września Krasnobrodu, wprowadzony do natarcia 27 pułk pod wsią Ciotusza rozbił oddział taborów niemieckich zdobywając zaopatrzenie i amunicję. 24 września pułk osiągnął Rudę Różaniecką i przeszedł na postój ubezpieczony. 25 września ułani króla Batorego dotarli do lasów na południe od Wólki Horynieckiej. W dalszym marszu 26 września pułk przekroczył szosę Jaworów–Krakowiec w ślad za prowadzącym zwycięskie natarcie 26 pułkiem ułanów osiągnął młyn Broszki. Z tej pozycji wyjściowej na rozkaz dowódcy Nowogródzkiej BK płk. Kazimierza Żelisławskiego 27 pułk wykonał szarżę w szyku konnym na obsadzoną przez batalion piechoty niemieckiej 28 DP wieś Morańce. W jej trakcie część pułku (3 i 4 szwadron) wdarła się do wsi, szarża reszty pułku w ogniu broni maszynowej i artylerii załamała się, lecz ostatecznie spieszone szwadrony wieś opanowały. Poległo ponad 50 ułanów, wśród nich rtm. Kwieciński dowódca 3 szwadronu, por. Olszewski dowódca 2 szwadronu, mjr Włodzimierz Lizoń komendant KG Nowogródzkiej BK, dwóch dowódców plutonów z 1 i ckm szwadronów, a ok. 30 odniosło rany w tym dwóch oficerów. 

#### Przedzieranie się na południe
W trakcie dalszego marszu 27 września pod wsią Władypol pułk natknął się na oddziały Armii Czerwonej. 27 puł. obsadził Wolę Sudkowską spieszając się, przez którą wycofał się – uciekał pod ostrzałem 26 puł, ułani króla Batorego odparli dwa natarcia piechoty, kawalerii i czołgów sowieckich zniszczyli 2–3 czołgi i zadali duże straty nieprzyjacielowi, poległ sowiecki dowódca pułku. Następnie 27 pułk wycofał się na rozkaz gen. Andersa ze wsi z uwagi na groźbę okrążenia pułku. Pułk zajął obronę w oddalonym o 1 km lesie obok 26 pułku ułanów odpierając dalsze natarcie kawalerii sowieckiej. Z uwagi na obchodzenie pozycji obu pułków, polecono odskoczyć do rejonu. Z uwagi na brak, amunicji, opatrunków oraz wyczerpanie żołnierzy i koni gen. W. Anders rozwiązał oddziały i nakazał przedzierać się ku granicy węgierskiej w małych grupach. Część pułku ok. 200 oficerów i ułanów w dworze Balice została otoczona przez oddziały sowieckie i skapitulowała. Część taborów i lekko rannych przebywających w lesie z ppor. W. Szypnickim uniknęła niewoli. Kilka grup dotarło do granicy węgierskiej, wielu podoficerów i ułanów zginęło zabitych przez Ukraińców. Oddział ppor. Wacława Szypnickiego powiększony do ponad 60 kawalerzystów doskonale uzbrojonych tocząc potyczki z bandami ukraińskimi i walki z oddziałami niemieckimi na terenie Lubelszczyzny w rejonie Hedwiżyna i Janowa Lubelskiego, dotarł 13 października w Góry Świętokrzyskie. Na tym terenie działał do grudnia 1939, przechodząc do konspiracji najpierw do TAP, a od lutego 1940 do SZP/ZWZ.

### Działania bojowe pododdziałów II rzutu mobilizacyjnego 27 puł.
Poza macierzystym 27 pułkiem ułanów, w działaniach bojowych uczestniczyły pododdziały sformowane z rezerwistów i kadry pułku na bazie szwadronu zapasowego i połączonego Oddziału Zbierania Nadwyżek w ramach Ośrodka Zapasowego Nowogródzkiej BK w Łukowie. 2 września 1939 do Łukowa siedziby szwadronu zapasowego 27 puł. przybyło 416 ułanów i kilku oficerów 27 puł. oraz 300 ułanów z 25, 26  pułków z końmi i uzbrojeniem. Z kadry i rezerwistów 27 puł. sformowano dwa szwadrony:

#### Szwadron konny marszowy 27 puł. OZ Nowogródzkiej BK
Dowodzony przez rtm. Eugeniusza Cierpickiego, który 10 września odmaszerował w kierunku południowo-wschodnim, wszedł w skład Grupy płk. dypl. Leona Koca w Kowlu. 18 września wymaszerował wraz z grupą  w kierunku Jeziorzany, Werba, gdzie stoczył szwadron walkę z oddziałami sowieckimi. Następnie wraz z grupą szwadron pomaszerował w rejon Ujścia, gdzie przekroczono rzekę Bug, następnie przez Horodło i Korytnicę wkroczono na teren Lubelszczyzny. Dalej poprzez Szpikłosy, Moniatycze, Grabowiec 23 i 24 września szwadron marszowy 27 puł.  toczył potyczki z wojskami sowieckimi. 25 września został wzięty do niewoli we wsi Grabowiec Góra w pobliżu Hrubieszowa, w zasadzce przez wojska sowieckie.

#### Szwadron pieszy marszowy 27 puł. OZ Nowogródzkiej BK
dowodzony przez rtm. Edwarda Metzgera, który wszedł w skład samodzielnego dywizjonu kawalerii mjr. Witolda Boreyszy. Opuścił on Łuków 12 września maszerując przez Radzyń Podlaski dotarł 20 września do Chełma Lubelskiego i tam został zdemobilizowany. Mała grupa ułanów z tego szwadronu dołączyła 5 października do SGO „Polesie”.
– kilku oficerów z OZN 27 puł. w tym dowódcy tego oddziału rtm. B. Malinowski i rtm. Z. Żukowski dołączyło do  Grupy „Dubno” i walczyło w oddziale kawalerii ppłk. Czesława Wisłockiego.
| Struktura organizacyjna i obsada personalna we wrześniu 1939 | Struktura organizacyjna i obsada personalna we wrześniu 1939 | Struktura organizacyjna i obsada personalna we wrześniu 1939 |
| Stanowisko                                                   | Stopień, imię i nazwisko                                     | Uwagi                                                        |
| Dowództwo pułku                                              | Dowództwo pułku                                              | Dowództwo pułku                                              |
| ------------------------------------------------------------ | ------------------------------------------------------------ | ------------------------------------------------------------ |
| dowódca pułku                                                | ppłk kaw. Józef Pająk                                        | †1940 Charków                                                |
| zastępca dowódcy pułku                                       | mjr kaw. Karol Stefan Rudnicki                               | †1940 Charków                                                |
| kwatermistrz                                                 | mjr kaw. Leopold Berg                                        | †1940 Charków                                                |
| adiutant                                                     | rtm. Wacław Skrodzki                                         | †1940 Charków                                                |
| oficer ordynansowy                                           | ppor. kaw. rez. Antoni Jerzy Mikołaj Radziwiłł               | 1 X 1939 sowiecka niewola                                    |
| oficer informacyjny                                          | ppor. kaw. Zdzisław Marian Chojnacki                         | †1940 Charków                                                |
| oficer broni i gazowy                                        | ppor. kaw. rez. Jan Bończa-Pióro                             | †1940 Charków                                                |
| lekarz                                                       | kpt. lek. dr Jerzy Roman Szmelczyński                        | †1940 Charków                                                |
| lekarz weterynarii                                           | ppor. lek. wet. rez. Kazimierz Skoczek                       |                                                              |
| dowódca szwadronu gospodarczego                              | por. kaw. Stanisław Gołoński                                 |                                                              |
| oficer żywnościowy                                           | por. kaw. Dionizy Brunon Jasiński                            |                                                              |
| oficer płatnik                                               | kpt. int. Władysław Brózdziński                              | ranny, szpital w Warszawie, niemiecka niewola                |
| kapelan                                                      | kpl. rez. ks. Stanisław Kurek                                | †1940 Białoruś                                               |
| funkcja nieznana                                             | rtm. Eugeniusz Cierpicki                                     | 25 IX 1939 ranny w Grabowcu-Górze                            |
| 1 szwadron                                                   |                                                              |                                                              |
| dowódca szwadronu                                            | rtm. Borys Gierasiuk                                         | †1940 Charków                                                |
| dowódca I plutonu                                            | wachm. pchor. / ppor. kaw. Wacław de Latour                  | †26 IX 1939 Broszków-Morańce                                 |
| dowódca II plutonu                                           | ppor. kaw. Leopold Wiktor Cehak                              | †I 1941 k. Archangielska pod ps. „Garbulewski”               |
| dowódca III plutonu                                          | ppor. kaw. rez. Igor Henrici                                 |                                                              |
| szef szwadronu                                               | st. wachm. Zdzisław Nurkiewicz                               |                                                              |
| 2 szwadron                                                   |                                                              |                                                              |
| dowódca szwadronu                                            | por. Stefan Olszewski                                        | †26 IX 1939 Broszków-Morańce                                 |
| dowódca I plutonu                                            | ppor. Jerzy Tołkacz                                          |                                                              |
| dowódca II plutonu                                           | ppor. Stanisław Witold Wołodko                               |                                                              |
| dowódca III plutonu                                          | ppor. Czesław Sochacki                                       |                                                              |
| 3 szwadron                                                   |                                                              |                                                              |
| dowódca szwadronu                                            | rtm. Józef Karol Kwieciński                                  | †26 IX 1939 Broszków-Morańce                                 |
| dowódca I plutonu                                            | ppor. kaw. Mikołaj Kalina                                    |                                                              |
| dowódca II plutonu                                           | wachm. pchor. rez. Józef Tołłoczko                           |                                                              |
| dowódca III plutonu                                          | plut. pchor. rez. Kazimierz Dziadul                          |                                                              |
| w szwadronie                                                 | plut. pchor. rez. Kazimierz Popkowski                        |                                                              |
| w szwadronie                                                 | st. ułan pchor. rez. Franciszek Dąbrowski                    |                                                              |
| wachmistrz szef                                              | wachm. Bujak                                                 |                                                              |
| 4 szwadron                                                   |                                                              |                                                              |
| dowódca szwadronu                                            | rtm. Bronisław Zbigniew Racewicz                             |                                                              |
| dowódca szwadronu                                            | rtm. Feliks Friesendorff (od 3 IX)                           | †1940 Charków                                                |
| dowódca I plutonu                                            | ppor. kaw. Jan Kanty Antoni Gościsław Drac                   |                                                              |
| dowódca II plutonu                                           | ppor. kaw. Tadeusz Antoni Wilk                               | †1940 Charków                                                |
| dowódca III plutonu                                          | ppor. kaw. rez. Ignacy Marian Antoni Prądzyński              | 22 IX 1939 Łomianki                                          |
| szwadron ckm                                                 |                                                              |                                                              |
| dowódca szwadronu                                            | rtm. Marian Chmielewski                                      | †1940 Charków                                                |
| dowódca I plutonu                                            | por. kaw. Tadeusz Michał Podleżański                         | KL Auschwitz, KL Gross-Rosen                                 |
| dowódca II plutonu                                           | ppor. kaw. rez. Ignacy Franciszek Popławski                  | †27 IX 1939                                                  |
| dowódca III plutonu                                          | ppor. kaw. rez. Edward Janowski                              | †1940 Charków                                                |
| pododdziały specjalne                                        |                                                              |                                                              |
| dowódca plutonu łączności                                    | por. kaw. Aleksander Siebielec                               | †1940 Ukraina                                                |
| dowódca plutonu kolarzy                                      | ppor. kaw. Henryk Jemiołek                                   | †ZSRR                                                        |
| dowódca plutonu przeciwpancernego                            | por. Mieczysław Wiewiórowski                                 |                                                              |
| oficer plutonu (nadetatowy)                                  | ppor. kaw. rez. Janusz Wiktor Massalski                      |                                                              |
| oficer plutonu (nadetatowy)                                  | ppor. kaw. rez. Stanisław Zaborski                           | †1940 Katyń                                                  |
| dowódca drużyny pioniersko-chemicznej                        | ppor. Wacław Szypnicki                                       |                                                              |

## Symbole pułkowe

### Sztandar
Na pierwszym obchodzie święta pułkowego w 1922, prezes Koła Pułkowego p. Morysiński, w imieniu ludności powiatu nieświeskiego wręczył pułkowi sztandar. Na jego górnych rogach widnieją obok obrazu Matki Boskiej herby Nieświeża oraz nazwy bitew i szarży: pod Ciechanowem, Kraszewem, Smardzewem, Wołczkiem i Bereznem.

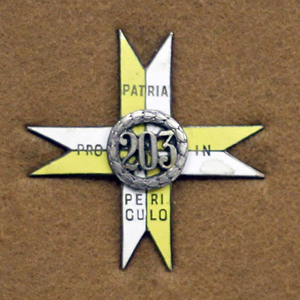
Odznaka 203 p.uł.

### Odznaka pamiątkowa
W pierwszej połowie lat 20. XX w. oficerowie nosili odznakę pamiątkową 203 ochotniczego pułku ułanów. Pierwszą wersję tej odznaki ustanowioną w 1921 stanowił orzeł stojący na pięciobocznej tarczy. Na piersi orła umieszczono numer „203”. W polu tarczy napis PRO PATRIA IN PERICULO. Po bokach tarczy dwie gałązki wieńca laurowego, a spomiędzy skrzydeł orła wychodzą dwie lance z proporczykami. Pomiędzy nimi wypisana data „4 VII 1920”. 

Druga wersja odznaki 203 pułku ułanów miała kształt prostego krzyża o wymiarach 40x40 mm, złożonego z czterech proporczyków pokrytych emalią w barwach żółto-białych. Na ramionach krzyża umieszczono napis „PRO PATRIA IN PERICULO". Pośrodku krzyża umieszczona była ażurowa srebrzysta cyfra pułkowa otoczona srebrzystym wieńcem laurowym.
Odznaka pamiątkowa 27 pułku ułanów posiada kształt srebrnego orła ze złotą koroną i szeroko rozpiętymi skrzydłami. Na piersi orła nałożona emaliowana w barwach żółto–białych z biało niebieskim paskiem tarcza, poniżej na piórach skrzydeł rok powstania 203 puł – 1920. Jednoczęściowa – oficerska, wykonana w tombaku srebrzonym i emaliowana. Wymiary: 63x29 mm. Wykonanie: Józef Chyliński – Warszawa

### Barwy
| Proporczyk | Opis                                                   |
| ---------- | ------------------------------------------------------ |
|            | Proporczyk żółto - biały, pasek biało-granatowy        |
|            | proporczyk dowództwa w 1939                            |
|            | proporczyk 1 szwadronu w 1939                          |
|            | proporczyk 2 szwadronu w 1939                          |
|            | proporczyk 3 szwadronu w 1939                          |
|            | proporczyk 4 szwadronu w 1939                          |
|            | proporczyk 5 szwadronu ckm w 1939                      |
|            | proporczyk plutonu łączności w 1939                    |
| Inne       | Opis                                                   |
|            | Na czapce rogatywce – otok żółty                       |
|            | szasery ciemnogranatowe, lampasy żółte, wypustka żółta |
|            | „Łapka” (do 1921) – karmazynowa                        |

### Żurawiejki
| Chociaż sławne imię noszą, niezbyt dzielnie walkę znoszą.                  | Lejbalfonsi, donżuani, to Nieświescy są ułani. |
| Daj buziaka moja miła, bom ja ułan Radziwiłła.                             | Tańce, bale, wóda, kiła, to ułani Radziwiła.   |
| Po każdej zwrotce: Lance do boju, szable w dłoń, bolszewika goń, goń, goń! |                                                |

## Ułani Króla Stefana Batorego

### Dowódcy i zastępcy dowódcy pułku
| Dowódcy pułku                                             | Dowódcy pułku             | Dowódcy pułku                              |
| Stopień, imię i nazwisko                                  | Okres pełnienia służby    | Kolejne stanowisko                         |
| --------------------------------------------------------- | ------------------------- | ------------------------------------------ |
| rtm. Adam Zakrzewski                                      | p.o. 29 VII – 2 VIII 1920 |                                            |
| mjr Zygmunt Podhorski                                     | 2 VIII – 9 IX 1920        |                                            |
| mjr Adam Zakrzewski                                       | 9 IX 1920 – 1 III 1921    |                                            |
| mjr / ppłk kaw. Jan Reliszko                              | 1 III 1921 – V 1927       |                                            |
| ppłk dypl. kaw. Stanisław Rostworowski                    | V 1927 – XII 1929         | dowódca 22 puł                             |
| ppłk / płk dypl. kaw. Fryderyk Mally                      | XII 1929 – 1934           |                                            |
| ppłk kaw. Józef Pająk                                     | 1934 – 1939               |                                            |
| chor. Zdzisław Nurkiewicz                                 | 1943 – 1945               |                                            |
| Zastępcy dowódcy pułku (od 1938 I zastępcy dowódcy pułku) |                           |                                            |
| Stopień, imię i nazwisko                                  | Okres pełnienia służby    | Kolejne stanowisko                         |
| ppłk kaw. Zdzisław Łoziński                               | do 20 X 1923              | zastępca dowódcy 10 psk                    |
| ppłk kaw. Aleksander Jordan                               | 4 II 1925 – VII 1926      |                                            |
| mjr kaw. Jan Bereżecki                                    | p.o. VII 1926 - 1927      | rejonowy inspektor koni Częstochowa        |
| ppłk kaw. Jan I Tyczyński                                 | do 22 III 1929            | dowódca 7 puł                              |
| mjr / ppłk kaw. Bohdan Stachlewski                        | 6 VII 1929 – 3 VIII 1931  | Inspektor Południowej Grupy Szwadronów KOP |
| ppłk dypl. kaw. Jerzy Jan Jastrzębski                     | 15 IX 1931 – 7 VI 1934    | dowódca 8 psk                              |
| mjr kaw. Karol Teodor Dillenius                           | od IV 1934                |                                            |
| mjr kaw. Karol Stefan Rudnicki                            | 1938 – IX 1939            |                                            |

### Żołnierze 27 pułku ułanów - ofiary zbrodni katyńskiej
Biogramy ofiar zbrodni katyńskiej znajdują się między innymi w bazach udostępnionych przez Ministerstwo Kultury i Dziedzictwa Narodowego oraz Muzeum Katyńskie.
| Nazwisko i imię      | stopień              | zawód             | miejsce pracy przed mobilizacją        | zamordowany |
| -------------------- | -------------------- | ----------------- | -------------------------------------- | ----------- |
| Berg Leopold         | major                | żołnierz zawodowy | kwatermistrz                           | Charków     |
| Bończa-Pióro Jan     | podporucznik rezerwy | architekt         | oficer broni                           | Charków     |
| Chmielewski Marian   | rotmistrz            | żołnierz zawodowy | dowódca szwadronu                      | Charków     |
| Chojnacki Zdzisław   | podporucznik         | żołnierz zawodowy | oficer informacyjny                    | Charków     |
| Ellert Stanisław     | chorąży              | żołnierz zawodowy |                                        | Charków     |
| Friesendorff Feliks  | rotmistrz            | żołnierz zawodowy | dowódca szwadronu                      | Charków     |
| Gierasiuk Borys      | rotmistrz            | żołnierz zawodowy | dowodca szwadronu                      | Charków     |
| Janowski Edward      | podporucznik rezerwy | urzędnik          | bank w Warszawie/ dowódca plutonu      | Charków     |
| Kowalewski Witosław  | porucznik            | żołnierz zawodowy |                                        | Charków     |
| Pająk Józef          | pułkownik            | żołnierz zawodowy | dowódca pułu                           | Charków     |
| Rolbiecki Stanisław  | porucznik            | żołnierz zawodowy |                                        | Charków     |
| Rudnicki Karol       | major                | żołnierz zawodowy | zastępca dowódcy pułku                 | Charków     |
| Siebielec Aleksander | porucznik            | żołnierz zawodowy | dowodca plutonu łącznosci              | ULK         |
| Skrodzki Wacław      | rotmistrz            | żołnierz zawodowy |                                        | Charków     |
| Szmelczyński Jan     | kpt. lek. dr         | żołnierz zawodowy | lekarz                                 | Charków     |
| Szukalski Jan        | podporucznik rezerwy | nauczyciel        | szkoła w Łagiewnikach                  | Katyń       |
| Wilk Tadeusz         | podporucznik         | żołnierz zawodowy | dowódca plutonu                        | Charków     |
| Zaborski Stanisław   | podporucznik rezerwy | absolwent WSH     | Zakład Wyświetlania Rys. Tech./ dca pl | Katyń       |

## Pamięć o pułku
- W latach 90.XX wieku tradycje przedwojennego pułku kultywował 27 pułk zmechanizowany im. Króla Stefana Batorego z Braniewa, a później powstała na jego bazie 9 Brygada Kawalerii Pancernej.
- Kawaleryjskie tradycje 27 pułku ułanów im. Króla Stefana Batorego kultywuje też (2020) Stowarzyszenie Kawaleryjskie „Beliniak" w barwach 4 szwadronu 27 pułku ułanów im. Króla Stefana Batorego z siedzibą w Warszawie oraz Stowarzyszenie Szwadron Kawalerii im. 27 pułku ułanów z siedzibą w Żyrardowie[97].
- Walki pułku na północnym Mazowszu w 1920 upamiętniał pomnik wystawiony w 1922  w Przedwojewie. Zniszczony w czasie II wojny światowej, został zrekonstruowany w 2004[23].

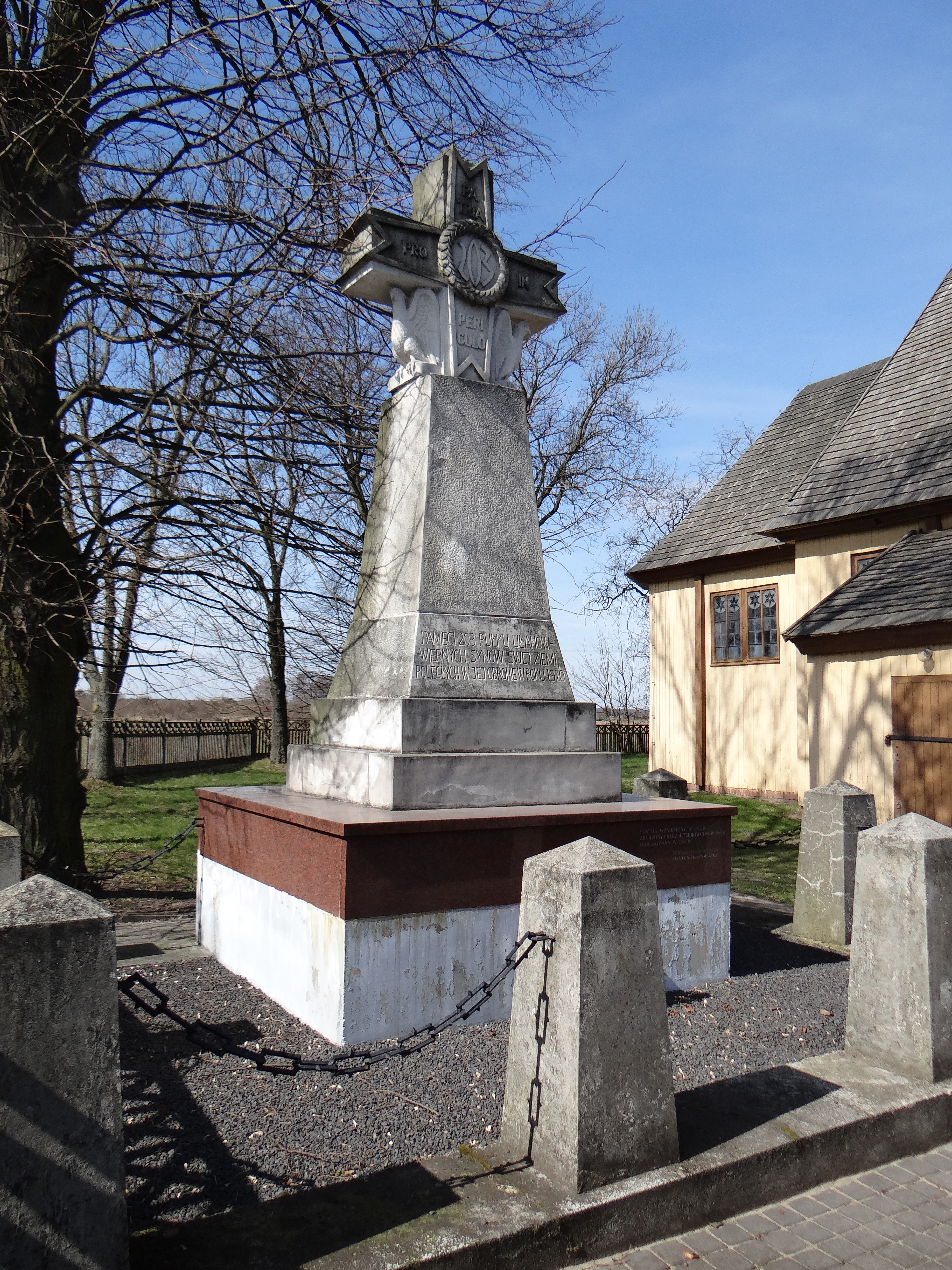
Pomnik w Przedwojewie